# Георг Александр Мекленбургский
Георг Мекленбургский (Георг Александр Михаэль Фридрих Вильгельм Альберт Теодор Франц; нем. Georg Alexander Michael Friedrich Wilhelm Albert Theodor Franz zu Mecklenburg; 22 сентября [4 октября] 1899, Ораниенбаум, Санкт-Петербургская губерния — 6 июля 1963, Зигмаринген) — глава Мекленбург-Стрелицкого дома с 1934 года до своей смерти. Потомок императора Павла I по отцовской линии.

## Жизнь

### Семья и ранняя жизнь
Георг Александр Мекленбургский, урождённый граф Георгий Карлов, был младшим ребёнком и единственным сыном герцога Георгия Георгиевича Мекленбург-Стрелицкого (1859—1909) и его морганатической жены Натальи Фёдоровны Вонлярлярской, графини Карловой (1858—1921), дочери Фёдора Ардалионовича Вонлярлярского (1835—1903) и его жены Марии Фёдоровны Уваровой. Поскольку брак его родителей был морганатическим, при рождении ему было отказано в звании герцога Мекленбургского; вместо этого его титул происходил от титула его матери, которой дядя её мужа, великий герцог Фридрих Вильгельм Мекленбург-Стрелицкий, даровал титул графини Карлов 18 марта 1890 года. Когда его отец умер в 1909 году, великий герцог Адольф Фридрих V Мекленбургский назначил опекуном Георга и его сестёр, Екатерины, Марии и Натальи, их дядю, герцога Михаила Георгиевича. После Октябрьской революции 1917 года Георг и его семья бежали из России, сначала направившись во Францию, а затем обосновавшись в Германии.
11 сентября 1928 года Михаил Георгиевич, который возглавлял Мекленбург-Стрелицкий дом, усыновил Георга Александра; он принял фамилию отца — Мекленбург. После его усыновления Георг Александр также принял титул герцога Мекленбургского. Это было подтверждено главой дома Романовых, великим князем Кириллом Владимировичем, 18 июля 1929 года и признано 23 декабря великим герцогом Фридрихом Францем IV Мекленбургским-Шверинским. Герцог Георг Александр изучал политологию во Фрайбургском университете и стал доктором экономики и социальных наук.

### Глава Мекленбург-Стрелицкого дома
6 декабря 1934 года его дядя герцог Михаил Георгиевич умер, и Георг Александр сменил его на посту главы Мекленбург-Стрелицкого дома. Он жил со своей семьей в замке Ремплин до апреля 1940 года, когда основная часть дворца была сожжена. Затем семья великих герцогов переехала в Грюневальд, где они жили до тех пор, пока их дом не был разрушен во время бомбардировки союзников в феврале 1944 года. В августе 1944 года Георг Александр был арестован гестапо и отправлен нацистским правительством в концентрационный лагерь Заксенхаузен, где он оставался до февраля 1945 года. После освобождения Георг Александр и его семья переехали в Зигмаринген по приглашению принцессы Маргариты Каролы Саксонской (жены Фридриха Гогенцоллерн-Зигмарингена) в марте 1945 года.
18 декабря 1950 года Мекленбург-Шверинский дом подтвердил решения, принятые в 1929 году в отношении титула Георга и его статуса главы Мекленбург-Стрелицкого дома. В то же время титул графа Карлов был отозван.
Георг Александр умер в Зигмарингене от сердечного приступа 6 июля 1963 года. Его преемником в качестве главы Великого герцогского дома стал его старший сын.

## Браки и дети
7 октября 1920 года в Женеве Георг Александр женился на Ирине Михайловне Раевской (1892—1955), вдове графа Александра Михайловича Толстого. Ирина Михайловна была дочерью генерала Михаила Николаевича Раевского и княжны Марии Григорьевны Гагариной, дочери князя Григория Григорьевича Гагарина и Софьи Андреевны Дашковой. У супругов было четверо детей:
- Георг Александр, герцог Мекленбургский (1921—1996), был женат на эрцгерцогине Илоне Австрийской[англ.]; четверо детей.
- Александр (1922), умер через 18 дней после рождения[13].
- Елена Мекленбургская (1924—1962), была замужем за Хуссейном Сайедом Камилем; была одна дочь[14].
- Карл Грегор Мекленбургский (1933—2018), был женат на принцессе Марии Маргарет Гогенцоллерн, дочери Франца Йозефа Гогенцоллерн-Эмдена; детей не было.

В мае 1956 года Георг Александр обручился с эрцгерцогиней Шарлоттой Австрийской, дочерью последнего императора Австрии Карла I и Циты Бурбон-Пармской. Они поженились на гражданской церемонии 21 июля 1956 года в Пёккинге, и спустя четыре дня обвенчались.